# Stephan Streker
Stephan Streker (Bruxelles, 17 marzo 1964) è un regista e sceneggiatore belga.

## Carriera
Streker comincia a lavorare in televisione come giornalista e critico cinematografico. Inizia a lavorare al suo primo lungometraggio agli inizi degli anni duemila. Nel 2016, Streker realizza il suo terzo film, intitolato Un matrimonio e ispirato al delitto d'onore di Sadia Sheikh avvenuto in Belgio nel 2007.
Il film, presentato in anteprima al Toronto International Film Festival del 2016, riceve otto candidature ai premi Magritte 2018, tra cui miglior film e miglior regia per Streker.

## Filmografia
- Michael Blanco (2004)
- Le monde nous appartient (2012)
- Un matrimonio (Noces, 2016)
- L'ennemi (2020)